# Itérateur

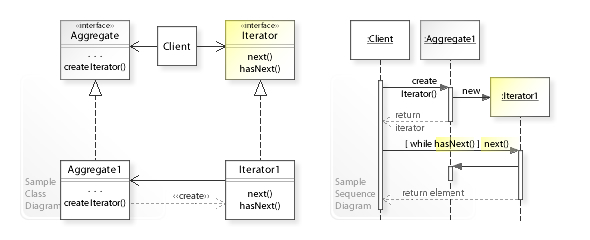
Diagrammes UML de classe et de séquence du pattern itérateur.

 (octobre 2014).
Si vous disposez d'ouvrages ou d'articles de référence ou si vous connaissez des sites web de qualité traitant du thème abordé ici, merci de compléter l'article en donnant les références utiles à sa vérifiabilité et en les liant à la section « Notes et références ».
 (octobre 2014).
- Si vous ne connaissez pas le sujet, laissez ce bandeau (vous pouvez alors contacter les auteurs).
- Si vous supprimez le contenu mis en cause (vous pouvez préalablement contacter les auteurs),

argumentez précisément cette suppression dans la page de discussion
(un manque de référence n'est pas un argument ; une recherche réelle de référence doit avoir été effectuée, être formellement documentée).
En génie logiciel, l'itérateur est un patron de conception (design pattern) comportemental.
Un itérateur est un objet qui permet de parcourir tous les éléments contenus dans un autre objet, le plus souvent un conteneur (liste, arbre, etc). Un synonyme d'itérateur est curseur, notamment dans le contexte des bases de données.

## Description
Un itérateur ressemble à un pointeur disposant essentiellement de deux primitives : accéder à l'élément pointé en cours (dans le conteneur), et se déplacer pour pointer vers l'élément suivant. En plus, il faut pouvoir créer un itérateur pointant sur le premier élément ; ainsi que déterminer à tout moment si l'itérateur a épuisé la totalité des éléments du conteneur. Diverses implémentations peuvent également offrir des comportements supplémentaires.
Le but d'un itérateur est de permettre à son utilisateur de parcourir le conteneur, c'est-à-dire d'accéder séquentiellement à tous ses éléments pour leur appliquer un traitement, tout en isolant l'utilisateur de la structure interne du conteneur, potentiellement complexe. Ainsi, le conteneur peut stocker les éléments de la façon qu'il veut, tout en permettant à l'utilisateur de le traiter comme une simple liste. Le plus souvent l'itérateur est conçu en même temps que la classe-conteneur qu'il devra parcourir, et ce sera le conteneur lui-même qui créera et distribuera les itérateurs pour accéder à ses éléments.

## Différences avec l'indexation
Dans les langages procéduraux on utilise souvent un index dans une simple boucle, pour accéder séquentiellement à tous les éléments, notamment d'un tableau. Quoique cette approche reste possible en programmation objet pour certains conteneurs, l'utilisation des itérateurs a certains avantages :
- un simple compteur dans une boucle n'est pas adapté à toutes les structures de données, en particulier :
  - celles qui n'ont pas de méthode d'accès à un élément quelconque ;
  - celles dont l'accès à un élément quelconque est très lent (c'est le cas des listes chaînées et des arbres) ;
- les itérateurs fournissent un moyen cohérent d'itérer sur toutes sortes de structures de données, rendant ainsi le code client plus lisible, réutilisable, et robuste même en cas de changement dans l'organisation de la structure de données ;
- un itérateur peut implanter des restrictions additionnelles sur l'accès aux éléments, par exemple pour empêcher qu'un élément soit « sauté », ou qu'un même élément soit visité deux fois ;
- un itérateur peut dans certains cas permettre que le conteneur soit modifié, sans être invalidé pour autant. Par exemple, après qu'un itérateur a été positionné derrière le premier élément, il est possible d'insérer d'autres éléments au début du conteneur avec des résultats prévisibles. Avec un index on aurait plus de problèmes, parce que la valeur de l'index devrait elle aussi être modifiée en conséquence. Important : il est indispensable de bien consulter la documentation d'un itérateur pour savoir dans quels cas il est invalidé ou non.

La possibilité pour un conteneur de se voir modifié pendant une itération s'est imposée comme nécessaire dans la programmation objet moderne, où les relations entre objets et l'effet de certaines opérations peut devenir un casse-tête. En utilisant un tel itérateur « robuste », ces désagréments nous sont épargnés.

## Utilisation d'un itérateur explicite
Dans un langage à objets comme le C#, un itérateur est un objet qui implémente l'interface IEnumerator.
```
interface
 
IEnumerator
 
{

    
void
 
Reset
();

    
bool
 
MoveNext
();

    
object
 
Current
 
{
 
get
;
 
}

}

```

On utilise l'iterateur pour accéder aux valeurs disponibles.
```
IterateurTypique
 
iterateur
 
=
 
new
 
IterateurTypique
();

iterateur
.
Reset
();
 
// optionnel : cet appel peut ne pas être effectué.

while
(
iterateur
.
MoveNext
()){

    
Console
.
WriteLine
(
iterateur
.
Current
);

}

```

Une des nombreuses implémentations de l'objet possibles peut ressembler à celle-ci.
```
class
 
IterateurTypique
 
:
 
IEnumerator
 
{

    
private
 
string
[]
 
_chainesAParcourir
 
=
 
new
 
string
[]
 
{
 
"TF1"
,
 
"France2"
,
 
"FR3"
,
 
"Canal+"
 
};

    
private
 
int
 
_positionCourante
 
=
 
-
1
;

    
public
 
void
 
Reset
()
 
{
 
_positionCourante
 
=
 
-
1
;
 
}

    
public
 
bool
 
MoveNext
()
 
{

        
if
(
 
_positionCourante
 
+
 
1
 
>=
 
_chainesAParcourir
.
Length
 
)
 
return
 
false
;
 

        
_positionCourante
 
+=
1
;
 

        
return
 
true
;

    
}

    
public
 
object
 
Current
 
{
 
get
 
{
 
return
 
_chainesAParcourir
[
_positionCourante
];
 
}
 
}

}

```

L'interface IEnumerable de C# permet le passage à un itérateur implicite.
```
interface
 
IEnumerable
 
{

    
IEnumerator
 
GetEnumerator
();

}

```

les tableaux, listes ou dictionnaires de C# sont des types dérivés de IEnumerable et possèdent une méthode GetEnumerator() qui appelle l'itérateur explicite.
l'instruction foreach du C# appelle cette méthode GetEnumerator() et procède à une itération explicite tout en cachant les détails de l'implémentation.
```
if
(
Television
 
is
 
IEnumerable
)
 
{

    
foreach
(
object
 
chaine
 
in
 
Television
)
 
{

        
Console
.
WriteLine
(
chaine
);

    
}

}

```

## Itérateurs implicites
Des langages à objets comme Perl et Python fournissent un moyen « interne » d'itérer sur les éléments d'un conteneur sans introduire explicitement un itérateur. Cela est souvent implanté par une structure de contrôle for-each, comme dans les exemples suivants :
```
# Tcl: itérateur implicite

foreach
 
val
 
$list
 
{

    
puts
 
stdout
 
$val

}

```

```
# Perl: itérateur implicite

foreach
 
$val
 
(
@list
)
 
{

    
print
 
"$val\n"
;

}

```

```
# Python, itérateur implicite

for
 
Value
 
in
 
List
:

    
print
 
Value

```

```
// PHP, itérateur implicite

foreach
 
(
$list
 
as
 
$value
)

    
print
 
$value
;

```

```
// Java, J2SE 5.0, itérateur implicite

for
 
(
Value
 
v
 
:
 
list
)

    
System
.
out
.
print
(
v
);

```

```
// C#, itérateur implicite

foreach
 
(
object
 
obj
 
in
 
list
)

    
Console
.
WriteLine
(
obj
 
);

// C#, itérateur explicite avec un yield

foreach
 
(
object
 
obj
 
in
 
IndicesPairs
()
 
)

    
Console
.
WriteLine
(
obj
);
 

// ou IndicesPairs() est une méthode

IEnumerable
 
IndicesPairs
()
 
{

    
for
(
int
 
i
=
0
;
 
i
<
tableau
.
Length
;
 
i
++
)

        
if
(
i
%
2
==
0
)
 

            
yield
 
return
 
tableau
[
i
];

}

```

```
# Ruby, itérateur de bloc, (yield)

list
.
each
 
do
 
|
value
|

    
puts
 
value

end

# ou each est une méthode de Array tel que :

def
 
each

    
for
 
i
 
in
 
0
...
size

        
yield
(
self
[
i
]
)

    
end

end

```

Attention, en Javascript, on n'itère pas directement sur les objets mais sur leur nom
```
// Javascript, itérateur implicite

for
(
nom
 
in
 
Object
)
 
{

    
var
 
valeur
 
=
  
Object
[
nom
];

    
alert
(
Value
+
" = "
+
valeur
 
]);

}

```

Le langage C++ dispose également de la fonction template std::for_each() qui permet des itérations implicites similaires, mais requiert toujours de fournir des objets itérateurs en paramètres d'entrée.
Remarque : le Ruby, le Python et le C# à partir de sa version 2.0, offrent via yield un outil spécifique pour construire des itérateurs. 
Le langage PHP implémente les itérateurs depuis sa version 5 via la SPL.